# Blang Dalam (Paya Bakong)
Blang Dalam is een bestuurslaag in het regentschap Aceh Utara van de provincie Atjeh, Indonesië. Blang Dalam telt 257 inwoners (volkstelling 2010).